# Сложноподчинённое
«Сложноподчинённое» — короткометражный фильм Олеси Яковлевой 2019 года.
Картина участвовала в конкурсе «Синефондасьон» Каннского кинофестиваля 2019 года, после чего попала в программу «Кинотавра».

## В ролях
| Актёр            | Роль               |
| ---------------- | ------------------ |
| Николай Комягин  | Евгений Алексеевич |
| Дмитрий Кирбай   |                    |
| Елизавета Шакира | Лена               |
| Нелли Попова     |                    |